# バスケットケース
『バスケットケース』（原題: Basket Case）は、1982年にアメリカで公開されたホラー映画。フランク・ヘネンロッターが脚本・監督、エドガー・イーヴィンスが製作を担当した。

## 概要
主演のケヴィン・ヴァン・ヘンテンリックは、現在は普通の人間に見えるが元は結合双生児の弟であり、普段はバスケットケースに隠している奇形の兄を望まぬ手術で引き離したことへの復讐を求める人物を演じた。
1980年代にはVHSの普及により観客を獲得し、カルト映画とみなされている。のちに続編として『バスケットケース2』(1990年)と『バスケットケース3』(1991年)が制作され、いずれもヘネンロッターが監督を務めた。

## あらすじ
ある夜、ジュリアス・リフランダー医師は森の中の自宅から出かけようとすると、何者かの気配を感じ「誰だ」と呼びかける。恐怖に駆られた彼は警察に電話をするため自宅へ駆け込むと、影のかかった生き物が電話線と電源を切断しており、リフランダーの顔を引き裂き殺害した。
デュアン・ブラッドリーは鍵のかかった籐のバスケットを持ってニューヨークにやってきた。彼は安ホテルでケイシーというセックスワーカーの女性の隣の部屋を借り、ハンバーガーをいくつか持って行き、テレパシーで話しかけてくるバスケットの中の生き物に食べさせる。
翌日、デュアンが外出すると、ブライアン・オドノヴァンという男がデュアンの札束を盗もうと鍵穴を覗く。ケイシーは彼を追い払い、そのことをデュアンに知らせる。デュアンはバスケットを持ってハロルド・ニードルマン医師に会いに行き、助手のシャロンと親しくなる。ニードルマンはジュディス・クッター医師に連絡し、デュアンの来訪とリフランダーの死について話すが、彼女は耳を貸さない。その夜、デュアンはニードルマンの家に戻り、クリーチャー(双子の兄ベリアルであることが判明する)を床に放り出し、そのクリーチャーはニードルマンを爪で内臓をえぐり出して殺してしまう。
翌日、デュアンは自由の女神像で待ち合わせしたシャロンに会いに行き、二人はキスをする。これを察知したベリアルは癇癪を起こしてホテルの部屋を荒らし回り、ホテルの支配人が騒ぎの様子を確認するためにドアを開けるとバスケットに隠れる。オドノヴァンはデュアンの金を盗むため部屋に忍び込むが、バスケットを開けたときにベリアルに殺される。デュアンはテレパシーで攻撃を察知して急いでホテルに戻り、ベリアルに自分のための時間が必要だと告げる。デュアンとバスケットの中のベリアルはバーでケイシーに遭遇し、酔った勢いでベリアルが双子の兄だと告げる。彼らは生まれたとき結合双生児であり、彼らの世話をしてくれるのは叔母だけだった。しかし、双子は幼い頃にリフランダー医師、ニードルマン医師、クッター医師による外科手術で分離され、それが理由で医師たちに対する憎しみを抱いた。その後、彼らは父親を殺害したが事故と判断され、叔母が亡くなるまで一緒に暮らした。それから彼らは、自分たちを引き離した医師たちを殺害するために出かけた。ベリアルは見た目は普通の人間の弟から切り離されたことを深く恨み、デュアンも同様に、愛する兄に対して冷淡な皆の態度に憤慨している。
その夜、ベリアルはケイシーの寝室に忍び込み、ケイシーを脅してパンティを盗む。翌日、デュアンとベリアルはクッター医師のオフィスに行く。彼女は二人を追い払おうとするが、ベリアルが鋭利な物の入った引き出しにクッターの顔を押し込んで殺す前に、デュアンが正体を明かす。シャロンはニードルマンの死後、安全を求めてデュアンのアパートに行き、二人は愛し合うが、嫉妬に狂ったベリアルが叫び出し、デュアンはシャロンを外に放り出さざるを得なくなる。
その夜、ベリアルはシャロンを探しに出かけ、デュアンはそのことを告げる夢を見る。ベリアルはシャロンのアパートに忍び込み、睡眠レイプを試み、目を覚まして悲鳴を上げたシャロンを襲い殺害する。兄の行為に激怒したデュアンは、ベリアルをアパートに連れ帰るが、そのためにベリアルの存在が露呈し、アパートの周りに何人もの人々が集まってくる。ベリアルはデュアンに襲いかかり、その結果、2人の兄弟はホテルの窓から転落して意識を失う。

## キャスト
| 役名                               | 俳優                             |
| ---------------------------------- | -------------------------------- |
| デュアン・ブラッドリー             | ケヴィン・ヴァン・ヘンテンリック |
| シャロン                           | テリー・スーザン・スミス         |
| キャシー                           | ビヴァリー・ボナー               |
| ホテルマネージャー                 | ロバート・ヴォーゲル             |
| ブライアン・ミッキー・オドノヴァン | ジョー・クラーク                 |
| ハロルド・ニードルマン医師         | ロイド・ペース                   |
| ジュリアス・リフランダー医師       | ビル・フリーマン                 |
| ジュディス・クッター医師           | ダイアナ・ブラウン               |
| ベリアル・ブラッドリー             | トム・トラン(ノンクレジット)     |

## 制作
この映画は16ミリフィルムで撮影された。『バスケットケース』の予算はわずか35,000ドルほどであり、小規模な製作チームが主に自らのレンタル料で資金を賄い、映画の実現を可能とした。ヘネンロッター監督はポストプロダクションを管理しておらず、その結果暗く濁った映像になり、異なる画面アスペクト比に変換された。この映画は一部、マンハッタンの42番街で撮影された。ヘネンロッターはタイムズスクエアを歩きながらこの映画を考案し、彼はそれを「怪しげで素晴らしい雰囲気」と呼んだ。
ベリアルの特殊効果は主にいくつかのシーンでは人形、その他のシーンではストップモーション・アニメーションで構成されている。ベリアルの手が犠牲者を襲うシーンでは、実際にはヘネンロッターが手袋をはめて撮影している。人形は俳優が登場するシーンや目が赤く光るシーンで使用された。ベリアルが大暴れするシークエンスにはストップモーションアニメーションが使われている。ベリアルという言葉はヘブライ語で「邪悪」「無価値」を意味する。

## 公開
この映画は1982年4月からアナリシス・フィルム・リリーシング・コーポレーションによってアメリカで劇場公開された。 その後数年間はミッドナイトムービーとして上映された。

### 批評
Rotten Tomatoesでは、この映画の評価は25人の批評家からの支持率は76%、平均点は10点満点で6.53点となっている。サイトのコンセンサスでは、「『バスケットケース』は、その気の狂った前提によって約束されたゴリゴリのゴア描写は間違いなく実現されているが、真の哀愁を漂わせる芳醇な気質によって、本当に際立った作品になっている。」と述べられている。
バラエティ誌は、演技が素晴らしい本作を「超格安モンスター映画」と評したが、16ミリからの引き伸ばしを批判した。
ブラッディ・ディスガスティングのデヴィッド・ハーレーは、「まさにその名の通りの映画だ。」と評した。
ドレッド・セントラルのヘザー・ウィクソンは本作を5つ星中3.5と評価し、「映画の時々安っぽく低俗な側面を愛情を込めて称賛する非常識な傑作」と呼んだ。
DVD TalkのG.ノエル・グロスは本作を5つ星満点と評価し、「非の打ちどころのない(undeniable)、避けることのできない(unavoidable)、忘れられない(unforgettable)クラ"SICK"(クラシック)」と評価した。
DVD Verdictのパトリック・ノーグルは、「この映画は純粋に衝撃度が高い」としながらも、「とてつもなく楽しい」と評した。
評論家のジョン・ケネス・ミュアは、この作品を「共生する（そして分離された）シャム双生児の物語からだけでなく、その質が高い空気感からもスリルと不快感を生み出す、上質で有能な低予算の作品。ニューヨークがこれほど楽しく、危険なほど汚く感じられたことはない」と評した。ミュアーはさらに「奇妙な説得力があり、深く心を揺さぶられ、言いようのない感動を呼ぶ」と評している。
プロモーションで使用された評論家のレックス・リードの引用(「これは史上最もひどい映画だ！」)は、出版された批評からの引用ではない。リードは否定的な批評を聞いてこの映画を確認しに行き、映画館から出てきた時に感想を聞かれた。リードは知らなかったが、彼に感想を尋ねたのはフランク・ヘネンロッター監督だった。当初、自分のコメントが映画の宣伝に使われたことに激怒していたリードだったが、最終的には折れて許可を与えた。

## 影響

### 大衆文化において
ベリアルが人を襲うシーンは、アメリカのテレビ番組「Whose Line Is It Anyway?」のエピソード「ウィリー・ロバートソン」の中で、コメディアンの一人がグリーンスクリーンの前に立ち、ニュース速報のリポーターになりきって実況中継をする「ニュースフラッシュ」というコーナーでいくつか登場した。コメディアンは、ニュースキャスターに扮した他のコメディアンからのヒントをもとに、何が起きているのかを推測しなければならない、というものである。

## 映像メディア
- VHS
  - バスケットケース - 1985年4月21日（バップ）
  - バスケットケース - 1993年12月1日（バップ）
- DVD
  - バスケットケース - 2000年1月25日（ハピネット）
  - バスケットケース BOX[注釈 1] - 2002年11月15日（JVD）
  - バスケットケース スペシャルコレクション - 2006年5月5日（JVD）
  - バスケットケース - 2013年6月5日（キングレコード）
- Blu-ray
  - バスケットケース - 2013年6月5日（キングレコード）
  - バスケットケース1,2,3 ≪最終盤≫[注釈 1] - 2017年1月11日（キングレコード）